# Osvaldo Potente
Osvaldo Rubén Potente, né le 16 novembre 1951 à Buenos Aires (Argentine), est un footballeur international argentin.
Il est un des joueurs emblématiques de Boca Juniors, son club formateur.

## Carrière
Formé à Boca Juniors, Potente fait ses débuts en équipe première le 18 juin 1971 face à Banfield, au cours desquels il marque son premier but. Remarquable finisseur et doté d'un bon jeu de tête, il marque de nombreux buts pour Boca lors de ses cinq années au club mais ne remporte pas de titre. Avec sept buts, il est le deuxième meilleur buteur de Boca lors des Superclásicos contre River Plate. Il a plusieurs fois l'opportunité de signer en Europe mais le président Alberto J. Armando le retient. 
En 1972, il fait ses débuts en équipe nationale d'Argentine, pour laquelle il comptera trois sélections.
En 1976, en conflit avec le nouvel entraîneur boquense Juan Carlos Lorenzo, il signe à Rosario Central, club de Rosario en Argentine, puis s'exile en Bolivie, au The Strongest La Paz. En 1978, il fait son retour dans son club formateur qui vient de conquérir sa première Coupe intercontinentale, disputant notamment la Copa Libertadores 1979. Mais il n'évolue plus à son niveau d'antan et quitte finalement le club en 1980. Il annonce sa retraite sportive en 1983, alors qu'il joue pour Defensores de Cambaceres, dans les divisions inférieures argentines.
Il se reconvertit par la suite comme technicien, en prenant notamment la direction de l'équipe réserve de Boca Juniors, ce qui lui vaut d'assurer deux intérims à la tête de l'équipe première en 1990 et 1993.